# Tetrablemma mochima
Espèce
Tetrablemma mochima est une espèce d'araignées aranéomorphes de la famille des Tetrablemmidae.

## Distribution
Cette espèce est endémique de l'État de Sucre au Venezuela,.

## Description
Le mâle holotype mesure 0,99 mm.

## Étymologie
Son nom d'espèce lui a été donné en référence au lieu de sa découverte, le parc national Mochima.

## Publication originale
- Martínez, Flórez-Daza & Brescovit, 2020 : Two new species of the armored spider genus Tetrablemma O. P.-Cambridge, 1873 from northern South America (Araneae: Synspermiata: Tetrablemmidae). Zootaxa, no 4743(1), p. 92-102.